# Brückenensemble Unionstraße
Koordinaten: 51° 30′ 57,7″ N, 7° 26′ 50,7″ O
Das Brückenensemble Unionstraße in Dortmund besteht aus zwei Eisenbahnüberführungen über die Unionstraße, nahe beim Dortmunder U. Es wurde 1911 fertiggestellt und ist heute noch in Benutzung.
Zwischen Treibstraße und August-Heinrich-Schulte-Straße werden in dem einen Brückenbauwerk fünf Gleise der Trasse der früheren Köln-Mindener Eisenbahn über die Unionstraße geführt. Weiter südlich überqueren die sieben Gleise der Strecke der ehemaligen Bergisch-Märkischen Eisenbahn dieselbe Straße.
Beim Neubau des Dortmunder Hauptbahnhofs um 1910 wurden die Gleistrassen östlich und westlich des Bahnhofs höher gelegt, um planfreie Kreuzungen mit dem Straßenverkehr zu erreichen. Die in den Bahnhof einmündenden Bahnlinien hatten bis dahin zu erheblichen Behinderungen an den beschrankten Bahnübergängen geführt, die in unmittelbarer Nähe des Bahnhofs außer durch ein- und ausfahrende Züge auf den verkehrsreichen Strecken auch durch zahlreiche betriebsbedingte Rangierfahrten belastet waren.
Die Brücken wurden von der Dortmunder Firma Aug. Klönne als genietete eiserne Fachwerkbogenkonstruktionen ausgeführt, um die Bahndämme möglichst niedrig halten zu können und trotzdem die benötigte Durchfahrtshöhe – zumindest in der Mitte der Brücke – zu gewährleisten.
Zusammen mit den nahe gelegenen neueren Stahl- und Betonbrücken sind die Eisenbahnüberführungen Teil der Route der Industriekultur.

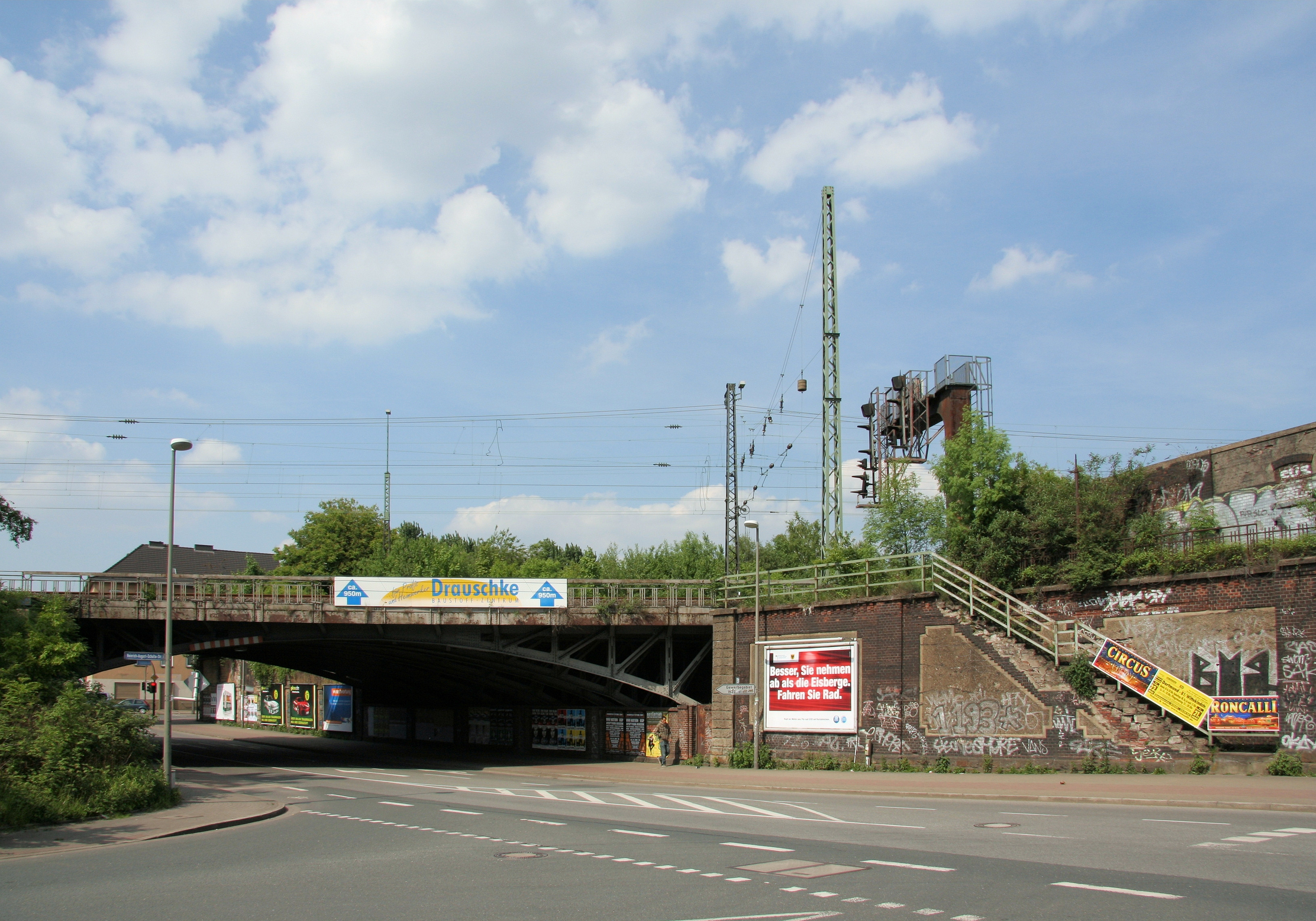
Brücke der ehemaligen Köln-Mindener Eisenbahn
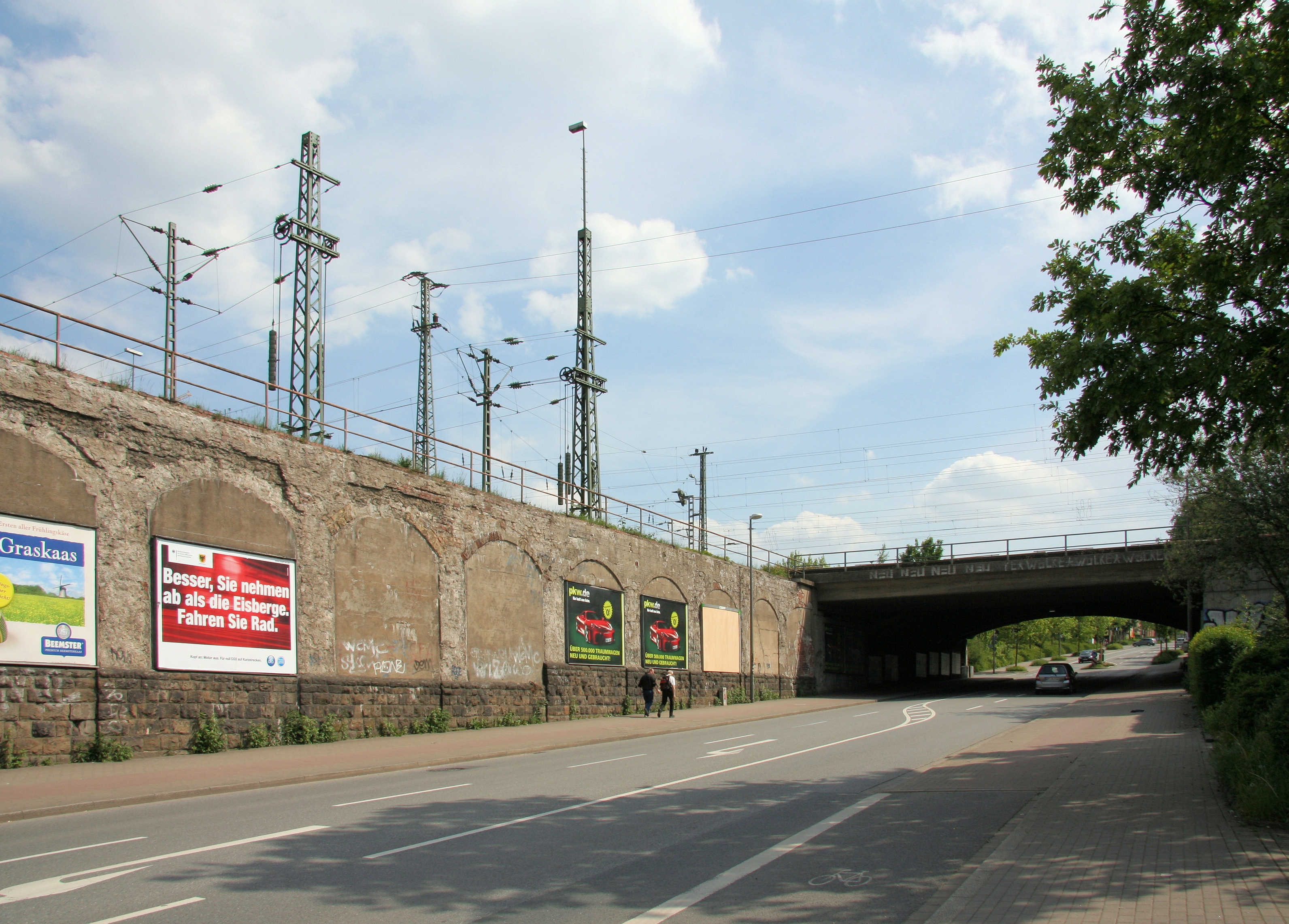
Brücke der ehemaligen Bergisch-Märkischen Eisenbahn
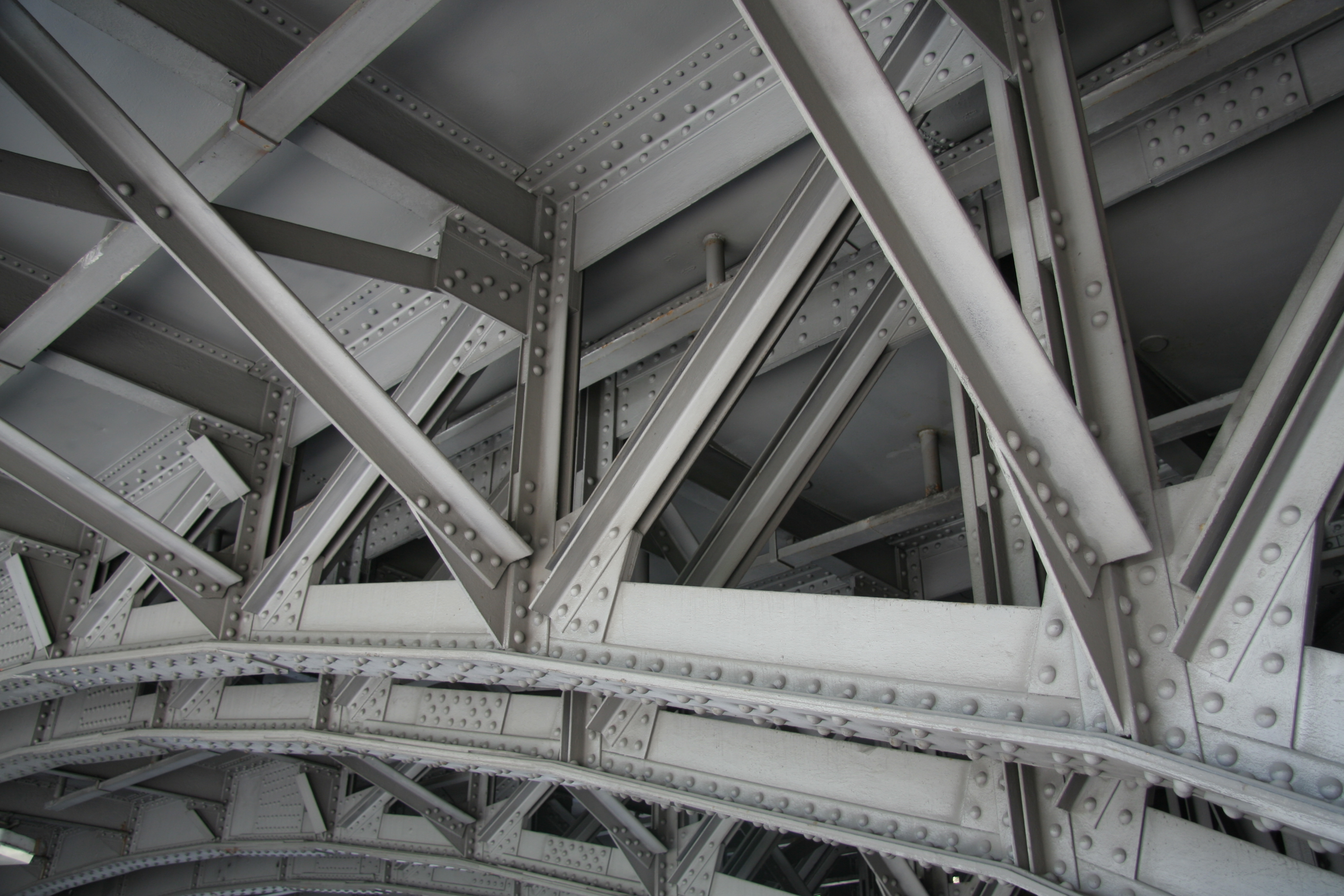
Detailansicht der genieteten Brückenkonstruktion